# Подрушняк Євген Павлович
Подрушняк Євген Павлович (нар. 21 лютого 1924 р., с. Станіславка, Подільський (Котовський) район, Одеська обл. — 2008 рік) — український науковець, ортопед-травматолог, геронтолог і геріатр, організатор охорони здоров'я, Заслужений діяч науки і техніки України, Лауреат Державної премії України, Академік Української академії наук наукового прогресу, віце-президент Української асоціації остеопорозу, доктор медичних наук, професор.

## Життєпис
Народився 21 лютого 1924 року в селі Станіславка Подільського (раніше — Котовського) району Одеської області в селянській сім'ї, де крім нього росли ще три сестрички. Навчався в Станіславській, а потім в Воронківській (Молдова) школах, які закінчив з відзнакою. Але війна перекреслила плани на подальше навчання здібного учня.
Молоденьким хлопчиком потрапив на фронт. Від рідного порогу до міста Веспрем, що в Угорщині, бив окупантів. Бойові нагороди — орден «Великої Вітчизняної війни» 1-го ступеня, орден «За мужність» та медаль «За відвагу», медаль «За перемогу над Німеччиною у Великій Вітчизняній війні 1941—1945 рр.» свідчать про безстрашність та хоробрість юнака.
Після закінчення війни, у 1946 році молодий фронтовик вступає до Чернівецького медичного інституту і в 1951 році отримує диплом з відзнакою. Продовжив навчання в аспірантурі Київського медінституту. Сумлінна праця принесла Євгену Павловичу визнання та славу.
Біля 40 років працював в клініках і лабораторіях Київського інституту ортопедії і травматології, інституту геронтології Академії медичних наук СРСР (інституту геронтології імені Д. Ф. Чеботарьова НАМН України), де він став професором, а потім був обраний академіком Української Академії наук, двічі удостоєний звання лауреата Державної премії України, заслуженого діяча науки і техніки України.
З 1961 по 1992 рік Євген Подрушняк був науковим керівником клінічного відділу вікових змін опорно-рухового апарату Інституту геронтології АМН України, з 1997 року — віце-президентом Української асоціації остеопорозу, з 1999 року — директором Українського науково-медичного центру проблем остеопопорозу.

## Наукова діяльність
Вчений підготував тридцять кандидатів і докторів наук; опублікував 282 наукові праці, в тому числі 9 книг-монографій по проблемам хірургії, геронтології, геріатрії, ортопедії, травматології, біології і біофізики; 8 розділів у вітчизняних та зарубіжних керівництвах з геронтології та геріатрії, 8 методичних рекомендацій, 5 патентів. Його наукові праці надруковані в матеріалах міжнародних конгресів, з'їздів та конференцій.
В наукових кругах він відомий як засновник вітчизняної геріатричної ортопедії і травматології. Його роботи присвячені систематизації вікової клінічної фізіології, анатомії, рентгенології і морфології кістково-хрящового матриксу хребта та суглобів.

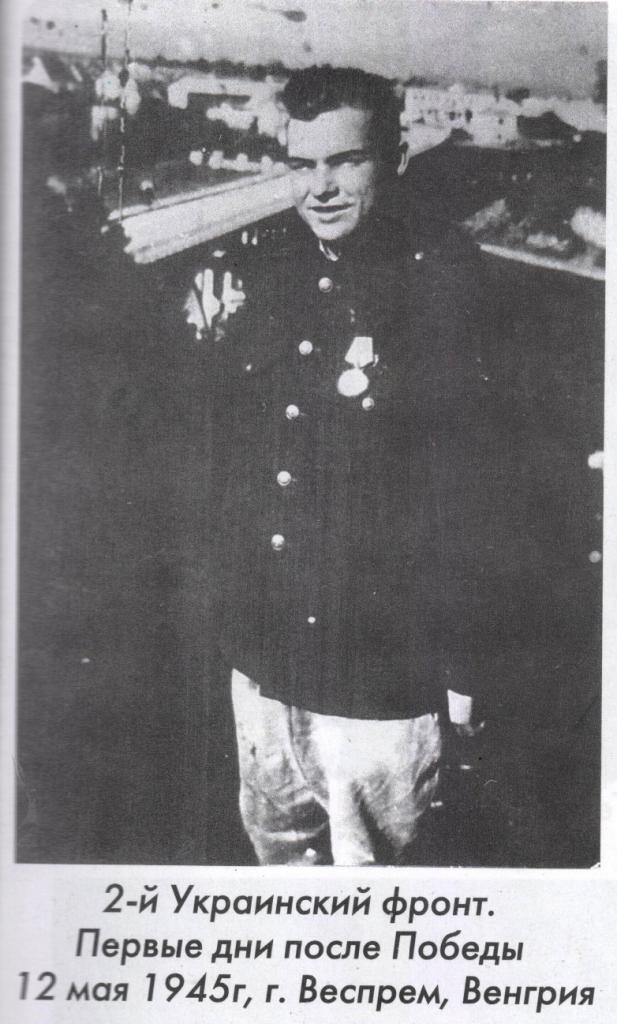

Його праці збагатили медичну науку фундаментальними знаннями про анатомо-фізіологічні та патологічні особливості кістково-хрящової системи в різні періоди онтогенезу.
Особливу увагу вчений приділяв профілактиці та лікуванню остеопорозу. Він вперше в 1968 році дав визначення вікового остеопорозу як біологічно обумовленого процесу старіння кісткової тканини зі зменшенням кількості кісткової речовини в одиниці об'єму та зміною співвідношення мінерального і органічного компонента. Вченим вперше був запропонований індекс для діагностики остеопорозу.
Євген Подрушняк — науковий керівник і автор перших в Україні розробок по створенню біологічно активних продуктів харчування з вмістом кальцію «Геролакт» та «Космол», які і досі застосовуються для покращення здоров'я та підвищення працездатності багатьох людей.

### Патенти Є. Подрушняка (База патентів України)
1. Апарат для витягання шийного відділу хребта (патент № 9675А).
2. Способ диагностики степени выраженности клинических проявлений шейного остеохондроза у лиц 60-80 лет (патент № 2054887).
3. Композиційний матеріал і спосіб його одержання (патент № 23250А).
4. Сухой молочный продукт «Космол» (№ 1236624).
5. Біологічно-активний мінерало-вітамінний харчовий концентрат і спосіб його одержання (патент № 99074209).

### Наукові твори Є. Подрушняка

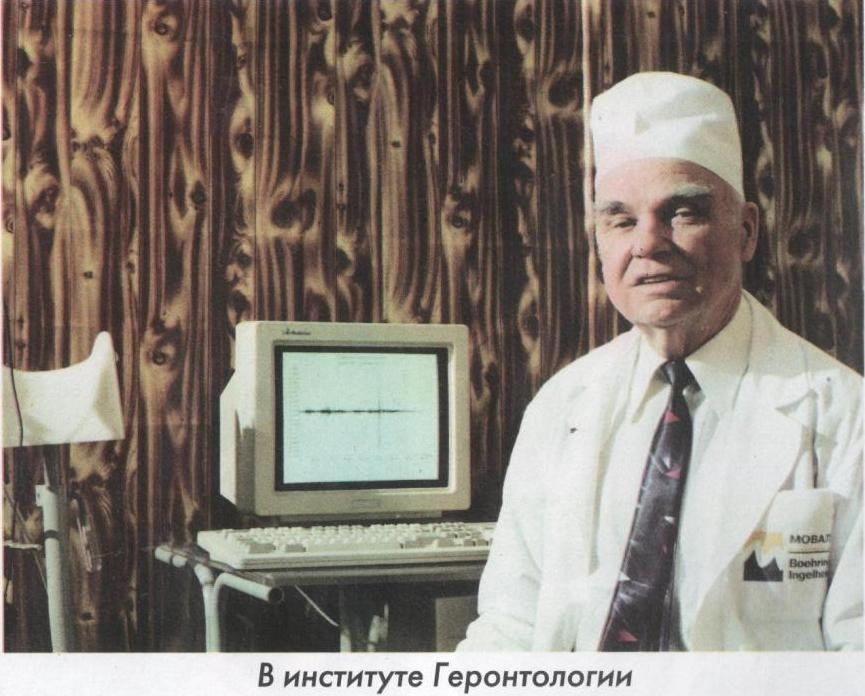

1. Подрушняк, Евгений Павлович. Артрозы [Текст] / Е. П. Подрушняк, В. П. Каниболоцкая. — Киев: Здоров'я, 1977. — 111 с. : ил.
2. Подрушняк, Евгений Павлович. Возрастные изменения и заболевания опорно-двигательного аппарата человека [Текст] / Е. П. Подрушняк. — Киев: Здоров'я, 1987. — 304 с., ил.
3. Подрушняк, Е. П. Возрастные изменения суставов [Текст]: монография / Е. П. Подрушняк. — Киев: Здоров'я, 1972. — 212 с. : ил. — Библиогр.: с. 210—211.
4. Подрушняк, Евгений Павлович. Диалектика жизни и старения. Парадоксы науки [Текст] / Е. Подрушняк. — Киев: Наукова думка, 1993. — 2013 с.
5. Подрушняк Евгений Павлович. Костная ткань человека при старении // Геронтология и гериатрия. Опорно-двигательная система при старении: Сборник статей. — Киев: Полиграфкнига, 1980. — С. 5-14.
6. Подрушняк, Евгений Павлович. Наука и религия глазами православного ученого [Текст] / Е. Подрушняк. — Киев: ЗАО «Тираж-51», 2008. — 168 с.
7. Подрушняк Е. П. Остеопороз — проблема века [Текст] / Подрушняк Е. П. — Симферополь: Одисей, 1997. — 216 с.
8. Структурно-функциональные изменения позвоночника при остеохондрозе у людей различного возраста и особенности их терапии / Подрушняк Е. П. и др. // Геронтология и гериатрия. Опорно-двигательная система при старении: Сборник статей. — Киев: Полиграфкнига, 1980. — С. 38-44.
9. Янковская А. С., Подрушняк Е. П. Мышечная система человека при старении [Текст] / Киев: Медицина, 1978. — 146 с.

## Громадська діяльність
Багато років працював головою Ради науково-медичних товариств МОЗ України, редактором розділу «Геронтологія і геріатрія» Великої Медичної Енциклопедії, членом Президії Вченої ради МОЗ України.
Євген Павлович надав висококваліфіковану консультативну та лікувальну допомогу більш ніж 17 тисячам своїх пацієнтів різного віку. Багато його земляків-станіславців з різними травмами та захворюваннями хребта приїздили до нього в Київ, а коли Євген Павлович приїздив у рідне село в гості до свого племінника Данилевича П. В., то йому одразу виділялась окрема кімната для прийому пацієнтів — доярок, механізаторів.
Приємно відмітити, що медичній справі присвятили своє життя дочка і син Євгена Подрушняка. В 2008 році Євген Павлович помер.

## Державні нагороди
За багатогранну наукову і практичну діяльність Є. Подрушняк як вченого, педагога, клініциста, який зробив значний внесок у розвиток медичної науки, у підготовку наукових кадрів вищої кваліфікації, наукові розробки та впровадження наукових досліджень в практику охорони здоров'я, а також громадську діяльність в науково-медичних спілках, постановою Ради Міністрів України (1984 р.) нагороджений Державною премією України, Почесною грамотою Президії Верховної Ради УРСР (1988 р.), медалями ВДНГ та «Відмінника охорони здоров'я».
Указом Президента України удостоєний почесного звання Заслуженого діяча науки і техніки України.
З 2006 року щорічно в Києві проходить Міжнародна конференція молодих вчених «Захворювання кістково-м'язової системи і вік», присвячена пам'яті професора Євгена Павловича Подрушняка.

## Виноски
1. ↑  Подрушняк Е. П., Боровик Л. В. Диагностика, лечение и профилактика остеохондроза шейного отдела позвоночника: методические рекомендации. — Киев, 1985. — 27 с.
2. ↑  Подрушняк Е. П. Костно-суставной аппарат человека при старении // Вестник Академии медицинских наук СССР. — 1984. — № 3. — С. 59-65
3. ↑  Актуальные проблемы артровертебрологии: материалы научной конференции. — Киев, 1994. — 56 с.
4. ↑  Остеопороз: епідеміологія, клініка, діагностика, лікування та профілактика: програма першої української науково-практичної конференції. — Київ, 1995. — 16 с.
5. ↑  Podruschnjak E. P., Orlova E. W., Chromjak E. T. Knochengewebe bei Osteoporose im Alter // Z. Alternsforsch. — 1975. — № 30/2. — S. 169—172
6. ↑  Підрушняк Є. П., Жураківський Є. О. До питань про біоенергетику мінералу кістки // Доповіді АН Української РСР. — 1991. — № 1. — С. 143—148
7. ↑  Подрушняк У. П., Лизун О. Н. Особенности ультрастроения кристаллов гидроксиапатита грудных позвонков людей пожилого и старческого возраста // Вестник Академии медицинских наук СССР. — 1990. — № 1. — С. 37 —
8. ↑  Подрушняк Е. П. Возрастной остеопороз как возможная предпосылка патологии // Вестник Академии медицинских наук СССР. — 1980. — № 3. — С. 82 —